# Attentat de Ouagadougou (2017)
Pour les articles homonymes, voir Attentat de Ouagadougou.
L'attentat de Ouagadougou des 13 et 14 août 2017 a lieu dans la capitale du Burkina Faso au cours de l'insurrection djihadiste au Burkina Faso.

## Contexte
À partir de 2015, le Burkina subit les attaques de groupes djihadistes venus du Mali, notamment Al-Qaïda au Maghreb islamique et l'État islamique dans le Grand Sahara. En décembre 2016, un premier groupe djihadiste burkinabé, Ansarul Islam, est formé dans le nord du pays. Le pays est de plus en plus ciblé par les djihadistes de par son implication dans le G5 du Sahel et parce qu'il fournit des contingents de casques bleus à la mission des Nations unies au Mali.

## Déroulement

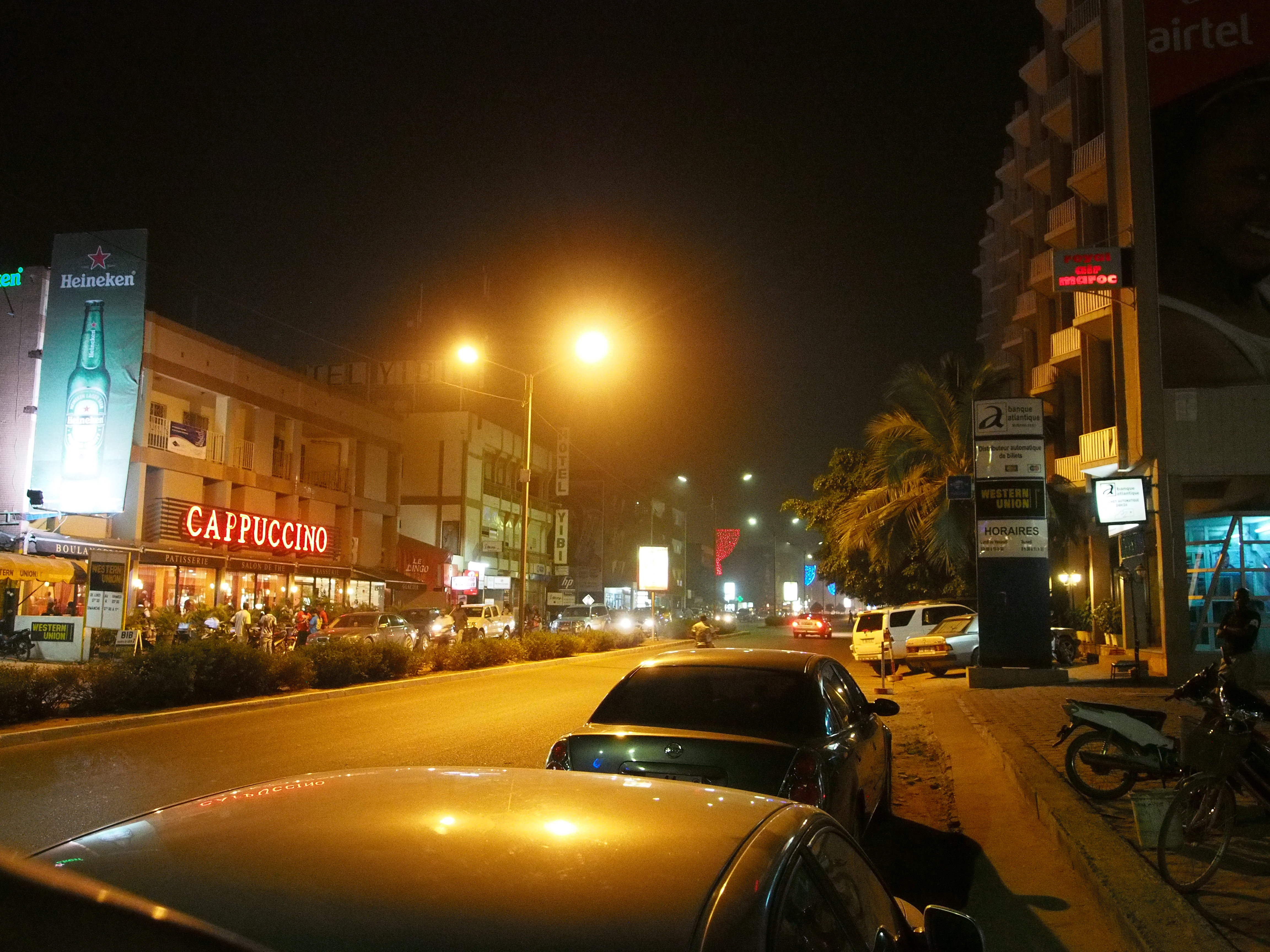
L'Avenue Kwame-Nkrumah avec le café Cappuccino de nuit en 2012.

Le 13 août 2017, entre 21h15 et 21h30, heure locale, deux jeunes hommes armés de fusils AK-47 arrivent à moto devant le café-restaurant Istanbul sur l'avenue Kwame-Nkrumah, à Ouagadougou, la capitale du Burkina Faso,,,, à 200 ou 300 mètres du café-restaurant Cappuccino, visé par un autre attentat en janvier 2016
Le café retransmet alors un important match de football et un anniversaire y est célébré,. Les djihadistes commencent par tirer sur la terrasse puis entrent dans le bâtiment.
Des policiers arrivent sur les lieux de l'attaque dès 21 h 30. Des gendarmes de l'Unité spéciale d’intervention de la gendarmerie nationale (USIGN) interviennent et échangent des tirs avec les assaillants. À 22 heures, l'armée, la police et la gendarmerie burkinabè sont sur place. L'assaut est lancé par les forces d'intervention burkinabè à 22h15. Les terroristes se retranchent alors dans les étages supérieurs. Les deux assaillants sont tués : l'un aurait été abattu vers deux heures du matin et l'autre vers 3 heures. L'opération s'achève entre 4 et 5 heures du matin ; 40 personnes ont été délivrées,,.

## Bilan humain
En plus des deux assaillants, l'attaque fait 19 morts — neuf Burkinabés, deux Koweïtiens, un Libanais, un Sénégalo-Libanais, un Algéro-Canadien, une Canadienne, un Nigérian, une Turque et un Français — et 22 blessés, dont cinq membres des forces de sécurité,,,. Un gendarme burkinabé succombe à ses blessures le 19 août. La plus jeune victime est âgée de 15 ans.
Bilan des victimes :
| Pays d’origine | Décès |
| -------------- | ----- |
| Burkina Faso   | 9     |
| Koweït         | 2     |
| Canada         | 2     |
| France         | 1     |
| Nigeria        | 1     |
| Sénégal        | 1     |
| Turquie        | 1     |
| Liban          | 1     |
| Total          | 18    |

## Revendication
L'attentat de Ouagadougou n'est pas revendiqué ; le nombre important de victimes musulmanes, parmi lesquels figurent deux cheikhs koweïtiens, Walid Al-Aly et Fahd Al-Husseini, ainsi que trois étudiants du Mouvement sunnite du Burkina Faso (MSBF), pourrait avoir embarrassé les djihadistes,. Selon Cynthia Ohayon, analyste d'International Crisis Group (ICG) en Afrique de l’Ouest : « La question de la légitimité de tuer ou non des musulmans fait débat au sein de l’internationale djihadiste, donc certains peuvent avoir du mal à revendiquer une attaque qui a tué deux musulmans érudits. Si on part de l’hypothèse selon laquelle le GSIM est responsable de l’attentat, l’existence de dissensions internes au sein de cette coalition de plusieurs groupes peut expliquer l’absence de revendication ».
Parmi les groupes djihadistes actifs dans la région et suspectés d'être à l'origine de l'attaque, le principal est le Groupe de soutien à l'islam et aux musulmans ; les autres sont l'État islamique dans le Grand Sahara et Ansarul Islam,.
Selon un message non authentifié publié sur Facebook le 12 septembre 2017, Ansarul Islam aurait nié être à l'origine de l'attaque et aurait accusé le Groupe de soutien à l'islam et aux musulmans en le blâmant pour la mort des cheikhs koweïtiens et de « frères » musulmans.

## Réactions
Le président burkinabè Roch Marc Christian Kaboré décrète un deuil national de trois jours. Les présidents du Mali, du Niger, de la Guinée, du Sénégal et de la France condamnent l'attaque.

## Analyses
La presse relève que ce restaurant halal appartenait à des Turcs et ne pouvait être considéré comme étant un lieu prisé uniquement des Occidentaux.
Contrairement à l'assaut de janvier 2016 mené conjointement avec les forces spéciales françaises, le porte-parle du gouvernement déclare que l'opération de la nuit du 13 au 14 a été « entièrement » exécutée par les forces burkinabè, dont la coordination aurait été améliorée,. Toutefois, une stratégie globale manque encore alors que dans les trois mois précédant l'attentat de l'été 2017, le Burkina a subi 20 attaques ayant tué près de 50 personnes.
Facebook active pour la première fois son filtre Safety Check  pour une attaque localisée en Afrique subsaharienne. Le 13 mars 2016, alors qu'Ankara et Abidjan subissaient toutes des attaques terroristes concomitantes, le système avait été activé dans la seule ville turque.

## Vidéographie
- [vidéo] Le Burkina Faso, cible du terrorisme islamique ?, TV5 Monde, 14 août 2017.